# Twang
Twang é uma onomatopeia do inglês antigo que foi usada pela primeira vez para descrever o som da corda de um arco vibrando quando uma flecha é solta. Em um sentido mais amplo, é usado para se referir à vibração semelhante produzida quando a corda de um instrumento musical é puxada e a sons semelhantes. Este termo passou a ser usado para ressonância vocal nasal, e uma vez para "ressonância desagradável" foi usado para descrevê-lo. Muitos anos depois, o nome foi tão amplamente associado aos dialetos regionais que, em alguns lugares, "o sotaque é uma coisa desejável".